# Plinia marqueteana
Plinia marqueteana là một loài thực vật có hoa trong Họ Đào kim nương. Loài này được G.M.Barroso miêu tả khoa học đầu tiên năm 1994.